# Ernestine (voilier)
Pour les articles homonymes, voir Ernestine (homonymie).
Le Ernestine est un cotre à cornes (ou sloop) à coque et pont en acier. Son port d'attache est Heikendorf en Allemagne. Il navigue comme voilier-charter de croisière principalement en mer du Nord, en mer Baltique, Manche et Atlantique.

## Histoire
Il a été construit en 1899 au chantier naval Charles Manthe de Wolin en Voïvodie de Poméranie occidentale (Pologne). Il prend le nom de Hildegard à Szczecin comme bateau de pêche et il est muni d'une cale-vivier dans les eaux germaniques des îles Rugen et Greifswald.
Dans les années 1950-60 il a comme port d'attache Wolgast et comme nom WOG 100. Il a perdu son gréement durant la dernière guerre. Dans les années 1970 il subit une rénovation et récupère sa mâture et reprend le nom de Ernestine.
En 1987, il subit une restauration de la coque et reçoit une quille de lest (ballast) pour une meilleure navigation à la voile. Vendu en 1996, son équipement est complété par les aménagements intérieurs et extérieurs durant les dix dernières années. Il peut recevoir 22 passagers en 12 couchettes.
Il participe à de nombreux rassemblements de vieux voiliers sur la côte atlantique comme les Hanse Sail de Rostock (2011), les Tonnerres de Brest 2012 et Brest 2016.